# Catedral basílica de la Asunción de María (Oria)
La Catedral Basílica de la Asunción de María o simplemente Catedral de Oria (en italiano: Basilica Cattedrale di S. Maria Assunta in Cielo) Es una catedral católica en Oria, provincia de Brindisi, Apulia, Italia, dedicada a la Asunción de la Virgen María. Es la sede episcopal de la Diócesis de Oria.
En 1750 el entonces obispo de Oria demolió la catedral románica del siglo XIII que se encontraba anteriormente en el sitio, que había quedado inestable por el terremoto del 20 de febrero de 1743. Dos columnas de la antigua iglesia fueron compradas por 8000 ducados para su uso en la Capella Reggia de Caserta.
La nueva iglesia fue reconstruida en 1756. La fachada incluye una torre del reloj a la izquierda y un campanario a la derecha. La cúpula está cubierta con azulejos policromos. El interior está ricamente decorado. El interior de la iglesia tiene una cripta con nichos que contienen cuerpos momificados.
En 1992, el Papa Juan Pablo II concedió a la catedral el estatus de una basílica menor.

## Véase también

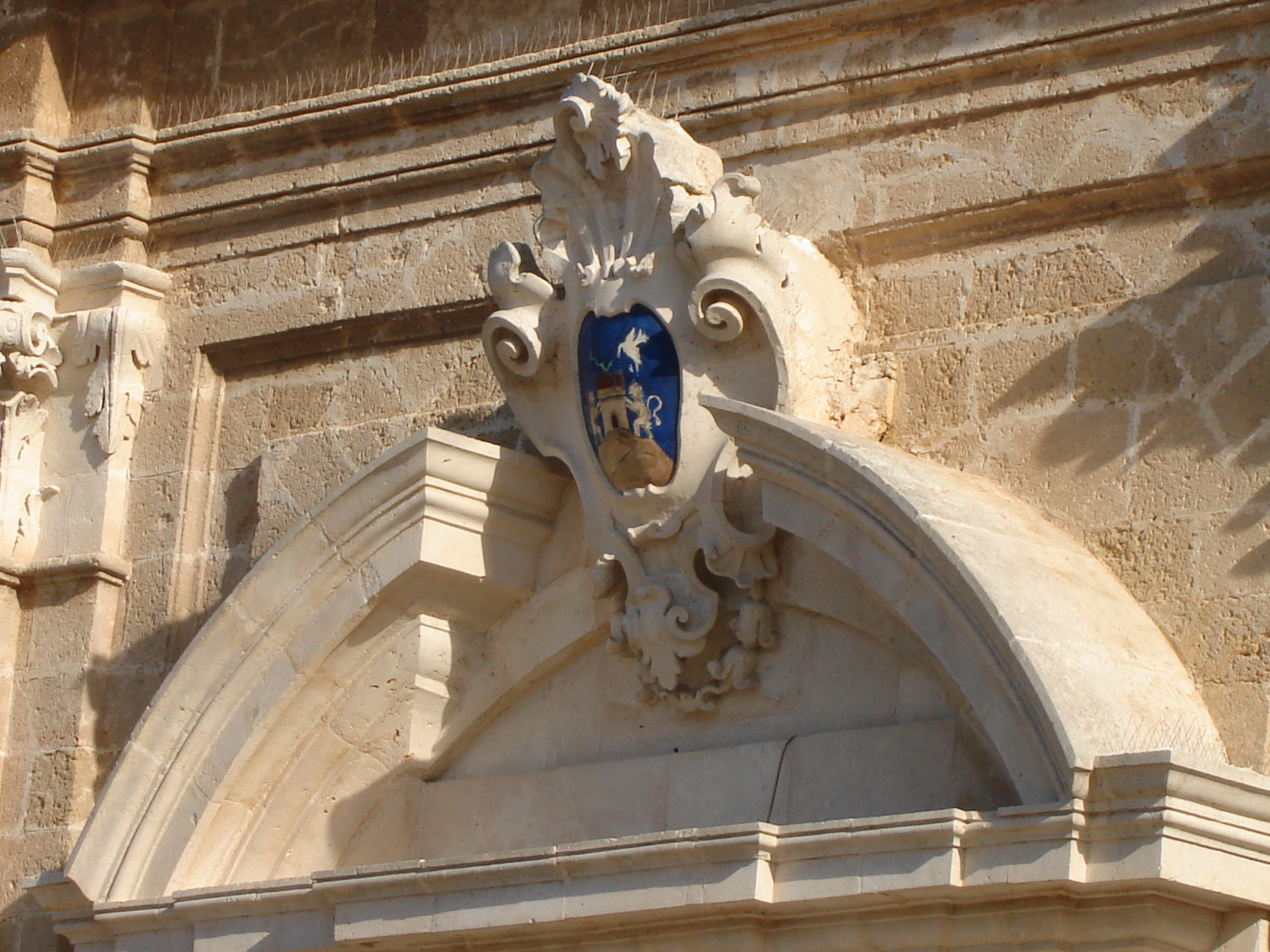
Detalle de la fachada